# Sterol
Steroli (steroidni alkoholi) su podgrupa steroida i klasa organskih molekula. Oni se prirodno javljanju u biljkama, životinjama, i gljivama. Najpoznatiji predstavnik je životinjski sterol holesterol. On je vitalan za ćelijsku funkciju, i prekurzor je u masti rastvornih vitamina i steroidnih hormona.

## Tipovi sterola
Biljni steroli se zovu fitosteroli, a životinjski steroli su zoosteroli. Važni fitosteroli su kampesterol, sitosterol, i stigmasterol. Ergosterol je sterol prisutan u ćelijskim membranama gljiva, gde ima sličnu ulogu kao i holesterol u životinjskim ćelijama.

## Uloga u biohemiji
Steroli i srodna jedinjenja su esencijalni u fiziologiji eukariotskih organizama. Na primer, holesterol formira deo ćelijske membrane kod životinja, gde on utiče na membransku tečnost i služi kao sekundarni glasnik u signalizaciji razvića. Kod ljudi i drugih životinja, kortikosteroidi poput kortizola deluju kao signalni molekuli u ćelijskoj komunikaciji i opštem metaboliumu. Steroli su komponente ulja ljudske kože.

## Hemijska klasifikacija i struktura
Steroli su podgrupa steroida sa hidroksilnom grupom na 3-poziciji A-prstena. Oni su amfipatični lipidi koji se sintetišu iz acetil-koenzima A posredstvom HMG-CoA reduktaze. Sveukupno gledano molekul je veoma pljosnat. Hidroksilna grupa na A prstenu je polarna. Ostatak alifatičnog lanca je nepolaran.

## Literatura
- Alberts, Bruce (2002). „10. Membrane Structure”. Molecular biology of the cell. IV. Internal Organization of the Cell. New York: Garland Science. стр. 1874. ISBN 978-0-8153-4072-0.

## Spoljašnje veze
- [https://web.archive.org/web/20100609203913/http://www.cyberlipid.org/sterols/ster0003.htm